# Dendrobium bicaudatum
Dendrobium bicaudatum är en orkidéart som beskrevs av Caspar Georg Carl Reinwardt och John Lindley. Dendrobium bicaudatum ingår i släktet Dendrobium, och familjen orkidéer. Inga underarter finns listade i Catalogue of Life.

## Bildgalleri

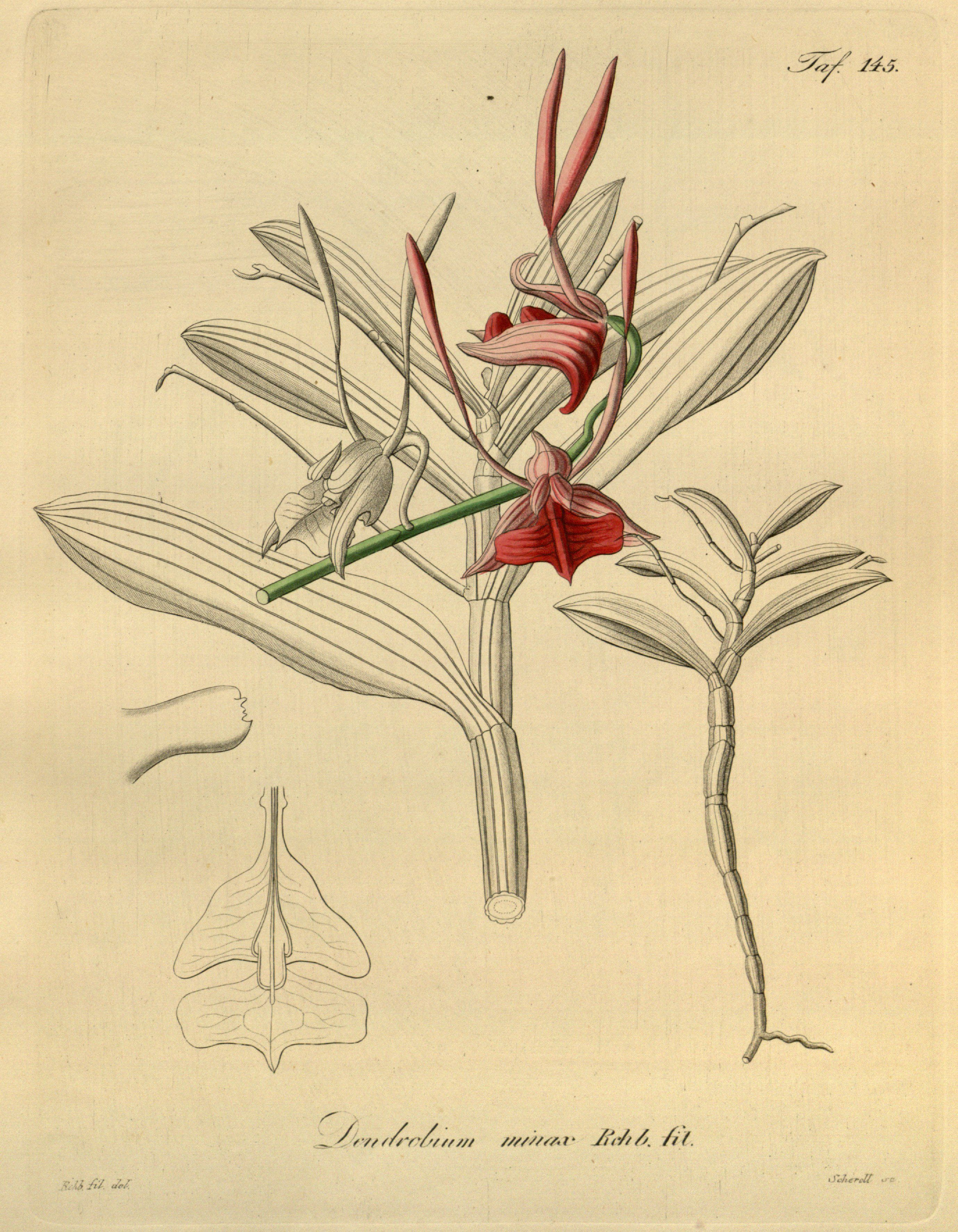